# روی اتول

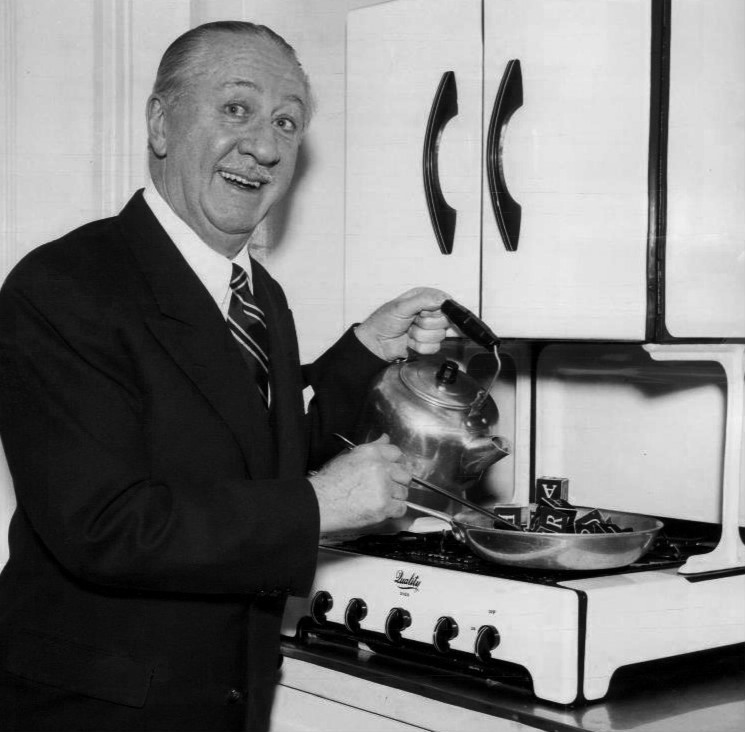

روی اتول (انگلیسی: Roy Atwell؛ ۲ مهٔ ۱۸۷۸ – ۶ فوریهٔ ۱۹۶۲) یک هنرپیشه، و آهنگساز اهل ایالات متحده آمریکا بود. وی بین سال‌های ۱۹۱۴ تا ۱۹۴۷ میلادی فعالیت می‌کرد.

## بخشی از فیلمشناسی
از فیلم‌ها یا برنامه‌های تلویزیونی که وی در آن نقش داشته‌است می‌توان به آثار زیر اشاره کرد.
- ماجرای عشقی پرتب‌وتاب (۱۹۲۲)
- جان‌فروشی (۱۹۲۳)
- سفیدبرفی و هفت کوتوله (فیلم ۱۹۳۷) (۱۹۳۷)
- مردم بامزه هستند (فیلم) (۱۹۴۶)